# 1914 en combiné nordique
| Années du combiné nordique : 1911 - 1912 - 1913 - 1914 - 1915 - 1916 - 1917    |
| Décennies du combiné nordique : 1880 - 1890 - 1900 - 1910 - 1920 - 1930 - 1940 |

Cette page reprend les résultats de combiné nordique de l'année 1914.

## Festival de ski d'Holmenkollen
L'édition 1914 du festival de ski d'Holmenkollen fut remportée, comme les deux années précédentes, par le norvégien Lauritz Bergendahl devant ses compatriotes Sigurd Kristiansen et Johan Kristoffersen, ce dernier ayant remporté l'épreuve en 1911.

## Championnats nationaux

### Championnat d'Allemagne
L'épreuve du championnat d'Allemagne de combiné nordique 1914 fut remportée par le norvégien Hans Gunnestad.

### Championnat de Finlande
Les résultats du championnat de Finlande 1914 manquent.

### Championnat de France
Le championnat de France 1914 fut organisé à Chamonix.
Il permit au champion 1909 et 1913, Alfred Couttet, de remporter un troisième titre.

### Championnat d'Italie
Le championnat d'Italie 1914 fut remporté par Domenico Sandrini (en).

### Championnat de Norvège
Le championnat de Norvège 1914 se déroula à Voss, sur le Songvebakken.
Le vainqueur fut Embret Mellesmo, suivi par Johs. Gulbraa et Ole Jerpaasen.

### Championnat de Suède
Le championnat de Suède 1914 a distingué à nouveau le champion 1910 & 1911, Ejnar Olsson, du club Djurgårdens IF.

### Championnat de Suisse
Le Championnat de Suisse de ski 1914 a eu lieu à Pontresina.
Le champion 1914 fut A. Udbye, de Saint-Moritz.
, de Saint-Moritz.